# Tux, of Math Command
Tux, of Math Command (también conocido como TuxMath) es un videojuego educativo, estilo arcade de código abierto para aprender aritmética. Fue inicialmente creado para Linux pero con el tiempo llegó a salir en otras plataformas como Microsoft, macOS y GNU. La mecánica del juego está basada en el juego de arcade Missile Command, sin embargo en el juego no se proyectan misiles si no que se disparan cometas.
Al igual que en Missile Command, los jugadores deben proteger sus ciudades resolviendo operaciones matemáticas sencillas. Desde la versión 1.7.0 los desarrolladores añadieron un modo de multijugador y una aplicación de descomposición factorial llamada Factoroids.
Finalmente, la ambientación de la ciudad del juego es por iglús para asemejarse al tema ártico de Tux, el pingüino de Linux, quien protagoniza dicho juego.

## Antecedentes
La primera versión del juego fue estrenada por Bill Kendrick, diseñador y desarrollador de videojuegos de Linux. Un dato curioso es que inicialmente fue desarrollado en septiembre del 2001, días antes de los atentados del 11 de septiembre de 2001, por este motivo el autor del juego optó por no crear escenas donde los edificios explotasen.

## Características
- Soporte multijugador por red LAN(útil para escuelas).
- Tutoriales sobre la pantalla.
- Tabla de puntuación.
- Modo de Entrenamiento.
- Soporte para plataformas (Linux, Windows, Mac OS X, BeOS).
- Misiones.
- Factoroids: Clon del clásico de Atari Asteroids, modificado para ser una actividad para entrenar factorización.

## Distribución
TuxMath está incluido en numerosas distribuciones de Linux, incluyendo Edubuntu, versión educativa de Ubuntu.

## Reescritura en JavaScript
Originalmente escrito en lenguaje C y basado en la biblioteca SDL, TuxMath fue reescrito en JavaScript en 2022, lo que permite jugarlo desde un navegador web o desde un smartphone.
La versión web de TuxMath permite jugar el juego donde el jugador tiene que resolver operaciones para disparar a cometas, pero no el juego "factoroid". Esta versión web Añade una opción de "nivel automático" que ajusta las operaciones al nivel del jugador, niveles que comprenden operaciones con tres o más números, una penalización (iglú destruido) en caso de demasiadas respuestas incorrectas.